# 小行星6283
小行星6283（英語：6283 Menghuazhu）是一颗围绕太阳公转的小行星，为主小行星带小行星。1980年11月6日，紫金山天文台在南京发现了此天体。
这颗小行星的绝对星等为85.24036等。